# Гельмут Коль (арбітр)
Ге́льмут Ко́ль (нім. Helmut Kohl, 8 лютого 1943, Нусдорф-ам-Гаунсберг, Третій Рейх — 26 вересня 1990) — австрійський футбольний арбітр ФІФА.

## Життєпис
Гельмут Коль народився в містечку Нусдорф-ам-Гаунсберг, однак переважну більшість життя мешкав у Зальцбурзі. У позафутбольному житті виконував обов'язки муніципального чиновника. З 1979 року обслуговував матчі австрійської Бундесліги як лайнсмен, а з 1981 — як головний арбітр.
На міжнародній арені дебютував 7 листопада 1984 року в матчі Кубка володарів кубків між мальтійським «Гамрун Спартанс» та московським «Динамо». У 1989 році обслуговував матч за Суперкубок УЄФА «Мілан» — «Барселона». Пік кар'єри Коля припав на 1990 рік, коли його було призначено одразу на три поєдинки фінальної частини Чемпіонату світу 1990 та фінал Кубка європейських чемпіонів. Цей сезон став останнім у кар'єрі арбітра.
Коль помер 26 вересня 1991 року від раку. Чотири роки потому з'явилася інформація щодо можливих корупційних дій арбітра, який ніби-то отримав у 1989 році суму, еквівалентну 50 тис. євро, за забезпечення результату в матчі Кубка чемпіонів між французьким «Олімпіком» та грецьким АЕКом.